# Chris Cronauer
Chris Cronauer (* 26. September 1995 in Freising; bürgerlich: Christoph Cronauer), auch bekannt als Chris Crone, ist ein deutscher Sänger, Songwriter und Produzent.

## Karriere
Bereits im Alter von zwölf Jahren begann Cronauer, der seine Kindheit auf einem Bauernhof in der Nähe von München verbracht hatte, eigene Songs auf seiner Gitarre zu schreiben. Nach dem Schulabschluss absolvierte er ein Studium im Bereich Popmusik-Design. Seine Musikkarriere begann im Dezember 2016: Bereits seine erste Veröffentlichung als Sänger der Stereoact-Single „Nummer Eins“ kletterte bis in die Top 40 der Offiziellen Deutschen Charts und erreichte die Top 30 in Österreich; auch in den Schweizer Charts konnte sich der Song platzieren. Das Video verzeichnet bei YouTube mehr als 26 Millionen Views. In der Folgezeit steuerte er die Vocals zu zahlreichen weiteren Tracks von Stereoact („Bis Ans Ende Dieser Welt“) und Gestört aber GeiL („Leuchtturm“) bei. Gleichzeitig feierte er als Co-Autor der Songs Rooftop (Nico Santos), Burden Down (Micar) und Le Encanta (Juan Magán) Erfolge. Gold- und Platinauszeichnungen erhielt der Songwriter u. a. in Dänemark, Niederlande, Norwegen, Schweden, Spanien und Deutschland.
2019 nahm ihn, der seine Musik selbst als „traditionellen Volkspop“ bezeichnet, das Sony Music-Label Ariola unter Vertrag.
Chris Cronauer arbeitete als Featured Artist, Songwriter und Produzent u. a. mit und für Nico Santos, Gestört aber GeiL, Stereoact, Micar, SJUR und Vanessa Mai. Darüber hinaus schrieb und produzierte er Film- und TV-Musik, u. a. für „Fack Ju Göhte“ und „Tatort“. Als Produzenten stehen ihm für die kommenden Veröffentlichungen Matthias „B-Case“ Zürkler (Adel Tawil, Nico Santos, Alvaro Soler u. a.) und Mathias Roska (Andreas Gabalier, Brunner & Brunner, Melissa Naschenweng u. a.) zur Seite. Das Künstler-Management übernimmt Florian Fischer (u. a. Sarah Connor, Nico Santos), Live-Partner ist Semmel Concerts.
2020 erschien seine erste Solo-Single MEGA, gefolgt von der Single Mei des basst scho im Januar 2021 folgte die Single Diese eine Liebe.

## Fernsehen

### Auftritte
- 2017: ZDF-Fernsehgarten
- 2017: Köln 50667
- 2017: Energy Stars For Free
- 2017: Radio Brocken Stars For Free
- 2020: Immer wieder Sonntags, ARD
- 2020: ZDF-Fernsehgarten
- 2020: Schlagerparty mit Ross Antony, MDR
- 2020: Die Schlagerchance in Leipzig, MDR
- 2020: Schlagernacht, Waldbühne Berlin

### Sonstige Fernsehauftritte
- 2015: DSDS

## Diskografie

### Studioalben
- 2022: Dankbar

### Singles
| Jahr | Titel Album                          | Höchstplatzierung, Gesamtwochen, AuszeichnungChartplatzierungen (Jahr, Titel, Album, Platzierungen, Wochen, Auszeichnungen, Anmerkungen) | Höchstplatzierung, Gesamtwochen, AuszeichnungChartplatzierungen (Jahr, Titel, Album, Platzierungen, Wochen, Auszeichnungen, Anmerkungen) | Höchstplatzierung, Gesamtwochen, AuszeichnungChartplatzierungen (Jahr, Titel, Album, Platzierungen, Wochen, Auszeichnungen, Anmerkungen) | Anmerkungen                                                                                |
| Jahr | Titel Album                          | DE | AT | CH | Anmerkungen                                                                                |
| ---- | ------------------------------------ | --- | --- | --- | ------------------------------------------------------------------------------------------ |
| 2016 | Nummer Eins Lockermachen Durchfedern | DE40 Gold · (7 Wo.)DE | AT29 (5 Wo.)AT | CH89 (2 Wo.)CH | Erstveröffentlichung: 9. Dezember 2016 Verkäufe: + 200.000; Stereoact feat. Chris Cronauer |

Weitere Singles
- 2017: Bis ans Ende dieser Welt (Stereoact feat. Chris Cronauer)
- 2016: Let Me Love You (SJUR feat. Chris Crone) (Original: Mario)
- 2020: Mega
- 2020: Mei Des Basst Scho
- 2021: Diese Eine Liebe

### Autorenbeteiligungen und Produktionen
- 2020: Highlight – Vanessa Mai A, P
- 2020: Sommerwind – Vanessa Mai A, P
- 2021: Leichter – Vanessa Mai A, P
- 2021: Vamos a marte – Helene Fischer feat. Luis Fonsi A, P
- 2022: Melatonin – Vanessa Mai feat. ART A, P
- 2024: Himbeerrot (One Kiss) – Vanessa Mai A, P
- 2024: Lobby – Vanessa Mai A, P
- 2024: Schneemann – Vanessa Mai P
- 2025: Von London nach New York – Vanessa Mai A, P
- 2025: Sorry Sorry – Vanessa Mai A, P
- 2025: 100% verliebt – Vanessa Mai A, P

## Auszeichnungen für Musikverkäufe
| Goldene Schallplatte - Dänemark - 2017: für die Single Let Me Love You - Deutschland - 2017: für die Autorenbeteiligung Burden Down (Micar) - Niederlande - 2018: für die Single Let Me Love You - Österreich - 2022: für die Autorenbeteiligung Vamos a marte (Helene Fischer feat. Luis Fonsi) | Platin-Schallplatte - Norwegen - 2019: für die Single Let Me Love You - Österreich - 2019: für die Autorenbeteiligung Rooftop (Nico Santos) - Schweden - 2017: für die Single Let Me Love You - Spanien - 2018: für die Autorenbeteiligung Rapido Brusco Violento (Juan Magán) - 2018: für die Autorenbeteiligung Le Encanta (Juan Magán) 2× Platin-Schallplatte - Deutschland - 2023: für die Autorenbeteiligung Rooftop (Nico Santos) |

Anmerkung: Auszeichnungen in Ländern aus den Charttabellen bzw. Chartboxen sind in ebendiesen zu finden.
| Land/RegionAuszeichnungen für Musikverkäufe (Land/Region, Auszeichnungen, Verkäufe, Quellen) | Gold     | Platin     | Verkäufe  | Quellen              |
| -------------------------------------------------------------------------------------------- | -------- | ---------- | --------- | -------------------- |
| Dänemark (IFPI)                                                                              | Gold1    | —          | 45.000    | ifpi.dk              |
| Deutschland (BVMI)                                                                           | 2× Gold2 | 2× Platin2 | 1.200.000 | musikindustrie.de    |
| Niederlande (NVPI)                                                                           | Gold1    | —          | 20.000    | nvpi.nl              |
| Norwegen (IFPI)                                                                              | —        | Platin1    | 10.000    | ifpi.no              |
| Österreich (IFPI)                                                                            | Gold1    | Platin1    | 45.000    | ifpi.at              |
| Schweden (IFPI)                                                                              | —        | Platin1    | 40.000    | sverigetopplistan.se |
| Spanien (Promusicae)                                                                         | —        | 2× Platin2 | 80.000    | elportaldemusica.es  |
| Insgesamt                                                                                    | 5× Gold5 | 7× Platin7 |           |                      |